# Drei Engel auf der Todesinsel
Drei Engel auf der Todesinsel (Originaltitel: The Lost Empire) ist ein US-amerikanischer Abenteuerfilm aus dem Jahr 1985 und das Filmdebüt von Regisseur Jim Wynorski. Der Film hatte seine Premiere am 1. Februar 1985 in den USA. Die Fernsehpremiere in Deutschland fand am 19. Dezember 1990 auf RTL statt. Am 11. Oktober 2019 wurde der Film im Rahmen der Tele-5-Reihe Die schlechtesten Filme aller Zeiten (SchleFaZ) gezeigt.

## Handlung
Bei einem Überfall auf ein Juweliergeschäft töten drei vermummte Ninjakämpfer den Eigentümer und zwei Polizisten. Der dritte Polizist wird schwer verletzt. Auf dem Sterbebett eröffnet er seiner Schwester, der Polizistin Angel Wolfe, dass ein gewisser Lee Chuck, der mit dem Teufel im Bunde steht, die Welt erobern will. Dazu braucht er zwei Diamanten, die zusammen Teil einer alles vernichtenden Superwaffe sind.
Da einer der beiden Diamanten sich im Besitz des ominösen Sektengurus Dr. Sin Do befindet, beschließt sie mit zwei Verbündeten, der von ihr aus einer Zwischenwelt herbeigerufenen Indianerin Whitestar und der Kriminellen Heather McClure, zum Schein in dessen Sekte einzutreten um sich so Zutritt zu seiner Inselfestung Golgotha zu verschaffen.
Schnell merkt das Trio, dass Lee Chuck und der Doktor ein und dieselbe Person sind, der die ausschließlich weiblichen Sektenmitglieder zu einer schlagkräftigen Armee ausbildet. Die drei nehmen nun den Kampf gegen den diabolischen Doktor mit seiner Laserkanone auf und kämpfen gegen Robo-Spinnen, Gorillas sowie weitere finstere Schergen.

## Kritiken
Der Film erhielt überwiegend negative Kritiken und erreichte bei Rotten Tomatoes eine Bewertung von 27 %, basierend auf 117 Kritiken.

„Da glüht der Schwachsinnsdetektor durch.“

„Abgeschmackter Mummenschanz.“

## Synchronisation
| Rolle                  | Darsteller        | Synchronsprecher   |
| ---------------------- | ----------------- | ------------------ |
| Angel Wolfe            | Melanie Vincz     | Christina Hoeltel  |
| Whitestar              | Raven de la Croix | Dagmar Heller      |
| Heather McClure        | Angela Adams      | Susanne von Medvey |
| Rick Stanton           | Paul Coufus       | Michael Brennicke  |
| Dr. Sin Do / Lee Chuck | Angus Scrimm      | Horst Raspe        |
| Koro                   | Robert Tessier    | Donald Arthur      |
| Cindy Blake            | Linda Shayne      | Simone Brahmann    |